# Etnogenesi
L'etnogenesi (dal greco: ethnos (έθνος) - "popolo", e genesis (γένεσις) - "genesi"; letteralmente "genesi del popolo") è il processo di formazione di un gruppo etnico. L'etnogenesi può avere origine da un processo di auto-identificazione o essere il risultato di una percezione esterna.

## L'etnogenesi nella storiografia
All'interno degli studi storici il termine "etnogenesi" è stato utilizzato per spiegare le origini e l'evoluzione delle culture etniche barbariche.
Secondo Reinhard Wenskus il processo di etnogenesi ha origine da nuclei socialmente ristretti di guerrieri aristocratici, i "nuclei di tradizione" (analoghi ai face-to-face-groups dell'antropologia), da cui dipendeva la coesione dei popoli barbarici. Wenskus fondò l'identità etnica esclusivamente su fattori soggettivi, ossia, secondo Wenskus, qualcuno appartiene ad un'etnia se sente di farne parte. Questa appartenenza può esprimersi attraverso segni esteriori di varia natura..
Questa visione, ereditata dalla cosiddetta "scuola di Vienna" di Herwig Wolfram e Walter Pohl, esclude un originale legame biologico unico ed esclusivo all'interno del gruppo etnico.